# Husby (Sztokholm)
Husby – dzielnica (stadsdel) Sztokholmu, położona w jego północno-zachodniej części (Västerort) i wchodząca w skład stadsdelsområde Rinkeby-Kista. Graniczy z dzielnicami Kista, Tensta i Akalla. W latach 1971–1980 dzielnica nosiła nazwę Husby gård.
Husby jest położone na północ od Järvafältet. W 1972 r. rozpoczęto budowę bloków mieszkalnych w ramach tzw. miljonprogrammet. Obecna zabudowa dzielnicy składa się nieomal wyłącznie z budynków powstałych w okresie 1972–1977.
Według danych opublikowanych przez gminę Sztokholm, 31 grudnia 2020 r. Husby liczyło 11 945 mieszkańców. Powierzchnia dzielnicy wynosi łącznie 1,85 km², z czego 0,47 km² niezamieszkanego obszaru na południe od potoku Igelbäcken na Järvafältet zaliczane jest do Tensty (stadsdelsområde Spånga-Tensta).
Husby jest jedną ze stacji na niebieskiej linii (T11) sztokholmskiego metra.